# Caparinia tripilis
Espèce
Caparinia tripilis est une espèce d'acariens de la famille des Psoroptidae (ordre des Sarcoptiformes). Cette espèce est un agent de la gale qui se rencontre fréquemment chez les hérissons, notamment sur les spécimens élevés comme nouveaux animaux de compagnie dans une grande partie du monde.

## Description
L'holotype de Caparinia tripilis, une femelle, mesure 0,33 mm de longueur totale et 0,26 mm de largeur. Son corps, blanchâtre et légèrement translucide, est en forme de pentagone irrégulier.

## Répartition
Caparinia tripilis est décrit depuis le Hérisson européen en Angleterre. Il présente une large répartition géographique en Europe (Allemagne, Pologne), aux États-Unis, au Costa-Rica, en Nouvelle-Zélande et en Corée, où il affecte principalement les colonies de hérissons élevés comme animaux de compagnie,.

## Impact parasitaire
La prévalence de l'acariose induite par Caparinia tripilis oscille entre 40% et 100%, ce qui suggère que cette espèce serait considérée comme un ectoparasite normal sur la peau du hérisson sans provoquer de signes cliniques. Cependant, des symptômes caractérisés un prurit, une congestion, un œdème, une perte de piquants lui sont associés,. 
De plus, cette espèce est vectrice d'infections secondaires liées à des dermatophytes agents de dermatophytoses. Un risque d'une transmission de ces dermatophytes existe pour les humains,.

## Taxonomie
Cette espèce est décrite pour la première fois en 1889 par l'acarologue et zoologiste britannique Albert Davidson Michael (d) (1836-1927) sous le protonyme de Symbiotes tripilis,. Elle est ensuite recombinée dans le genre Caparinia sous le nom Caparinia tripilis.

### Synonymes
Caparinia tripilis a pour synonyme :
- Symbiotes tripilis Michael, 1889 (protonyme)